# Magyar Világkép Kutató
A Magyar Világkép Kutató a magyar lélekminőség és kozmikus szellemiség lapja.

## A magazin alapadatai
Magyarországi folyóirat.
Alapítva 2005. március 21.
Alapító tagjai: Torma Réka és Kozsdi Tamás író.
ISSN: 1787-4106

## A lap története
A magazin eredetileg a budapesti Mátyásföldön működő Arvisura klub szellemi leirataként született meg 30 példányban. Hat megjelent szám után 2005 őszén került nyomdába és kezdetben budapesti terjesztésre, majd fokozatosan országos terjesztésre. A lap zömmel a nemzeti és más könyvesboltokban érhető el.
A lap szellemisége az Arvisura kutatásból más magyarság történeti területre is kiterjedt.
A magazin számos első publikáló írását tartalmazza, továbbá több magyarországi szervezet eseményeit, egyéni missziójukat bemutató írásnak és beszámolónak ad teret.
A magazin 2008. augusztusig - három éven át - havonta jelent meg, 2008 őszétől bővített terjedelemben és tartalommal negyedéves megjelenésre tér át.

## A lap témakörei
a) Aktuális magyarság és világtörténet
b) Szer-vezetők (magyar szervezetek életképei)
c) Palóc Arvisurák kutatás
d) Magyarságtudományi írások
e) Pilis szakrális világa
f) Létfilozófia - szellemtudomány
g) Tudományos világképek
h) Világjáró